# 满都赉阿固勒呼
满都赉（羅馬化：Mandulai，15世纪—1510年代），又称满都赉·阿固勒呼，16世纪漠南蒙古右翼鄂尔多斯部（阿尔秃厮）领主。阿哈勒呼（ахлах，意为“首”），用在官称中指“首平章”、“首知院”。而明朝史书有时因其部落名，称他为阿尔秃厮。
他反对达延汗统一蒙古各部，和永谢布领主亦不剌杀死达延汗次子、新赴任的济农乌鲁斯博罗特。1510年，达延汗征讨满都赉等异姓领主，双方在达兰特哩衮（今内蒙古自治區鄂托克旗达拉图鲁或大青山）决战。亦不剌兵败，逃到凉州、甘州、肃州、青海等地。1514年，驻牧在凉州、肃州，经常袭扰明朝境内。不久黄金家族率领的蒙古右翼诸部进入青海，在阿津柴达木将其击杀。